# Johann Daniel Achelis
Johann Daniel Achelis (* 7. Juni 1898 in Göttingen; † 21. September 1963 auf der Überfahrt in die Vereinigten Staaten) war ein deutscher Physiologe und Medizinhistoriker.

## Leben
Johann Achelis, Sohn des Kirchenhistorikers Hans Achelis, nahm von 1915 bis 1918 am Ersten Weltkrieg teil. Nach Kriegsende absolvierte er ein Studium der Medizin an den Universitäten Halle, Bonn und Leipzig. Im Januar 1922 legte er in Leipzig sein medizinisches Staatsexamen ab und wurde am 16. Juni 1922 zum Dr. med. promoviert. Am 2. Dezember 1922 erhielt er die Approbation als Arzt. Von 1922 bis 1933 war er als Assistent am Physiologischen Institut der Universität Leipzig tätig; am 20. Dezember 1926 erfolgte seine Habilitation für Physiologie, daneben war er auch Mitarbeiter am Medizinhistorischen Institut bei Henry E. Sigerist.
Zum 1. Mai 1933 trat er in die NSDAP ein (Mitgliedsnummer 3.078.794) und arbeitete als überzeugter Nationalsozialist vom 1. Mai 1933 bis 20. September 1934 im Range eines Ministerialrats als Personalreferent für die Universitäten im preußischen Kultusministerium. In dieser Position war er leitend an der Durchführung der Massenentlassungen beteiligt, die nach Inkrafttreten des Gesetzes zur Wiederherstellung des Berufsbeamtentums an den Universitäten stattfanden. Seit dem 10. Oktober 1934 war er Professor und Direktor des Physiologischen Instituts der Universität Heidelberg. Von 1937 bis 1945 hatte er daneben einen Lehrauftrag für Geschichte der Medizin inne, scheiterte jedoch mit der Einrichtung eines eigenständigen Instituts für Geschichte der Medizin.
Während des Zweiten Weltkrieges leistete Achelis von September 1939 bis zum März 1945 Kriegsdienst bei der Luftwaffe und unternahm Untersuchungen zur Reizphysiologie der Wärmeregulation. Bei dem Bevollmächtigten für das Gesundheitswesen Karl Brandt war Achelis ab 1944 noch Angehöriger des wissenschaftlichen Beirates.
Nach Kriegsende wurde Achelis im Oktober 1945 von der amerikanischen Militärregierung entlassen. Seit 1950 war er Leiter der Forschungsabteilung bei C.F. Boehringer & Söhne Mannheim, von 1953 bis 1963 dort Mitglied der Geschäftsführung für Medizinische Forschung.
Achelis war Mitglied der Heidelberger Akademie der Wissenschaften und der Deutschen Akademie der Naturforscher Leopoldina.
Er gilt als einer der Wegbereiter der psychosomatischen Medizin. Auf dem Gebiet der Medizingeschichte widmete er sich vor allem dem Werk des Paracelsus.